# Oberea birmanica
Oberea birmanica är en skalbaggsart som beskrevs av Charles Joseph Gahan 1894. Oberea birmanica ingår i släktet Oberea och familjen långhorningar.
Artens utbredningsområde är:
- Laos.
- Myanmar.

Inga underarter finns listade i Catalogue of Life.